# Dag van de Literatuur
De Dag van de Literatuur is een literatuurfestival voor leerlingen uit de bovenbouw van het voortgezet onderwijs, dat om het jaar wordt gehouden in Rotterdam tijdens de Boekenweek. Sinds de eerste editie wordt het evenement bezocht door rond de vijfduizend scholieren en hun docenten van scholen uit het hele land. 
Op het eendaagse festival komen schrijvers, cabaretiers, acteurs en artiesten. Schrijvers lezen voor uit eigen werk, en treden met anderen op in talkshows. Er zijn ook film- en theatervoorstellingen, veelal gebaseerd op Nederlandstalige literatuur, en andere ludieke acties zoals bijzondere prijsvragen. 
De edities van 1989 tot 1999 vonden plaats in het Congresgebouw Den Haag georganiseerd door de Stichting Bulkboek. Sinds 2001 wordt het festival gehouden in Rotterdam in het concert- en congresgebouw De Doelen.

## Achtergrond
De Dag van de Literatuur is eind jaren 1980 ontstaan als onderdeel van de Boekenweek, en werd gehouden in het Congresgebouw Den Haag. Het werd georganiseerd door de Bulkboek-organisatie, die sinds begin jaren 1970  met de bulkboeken een nieuwe markt voor literatuur had geschapen. De doelgroep waren scholieren, later toegespitst op scholieren uit de bovenbouw van de HAVO en VWO. Het oorspronkelijke doel was om jonge lezers te interesseren voor literatuur, en later werd dat doel ook om jongeren eigen keuzes te leren maken uit het literatuuraanbod.

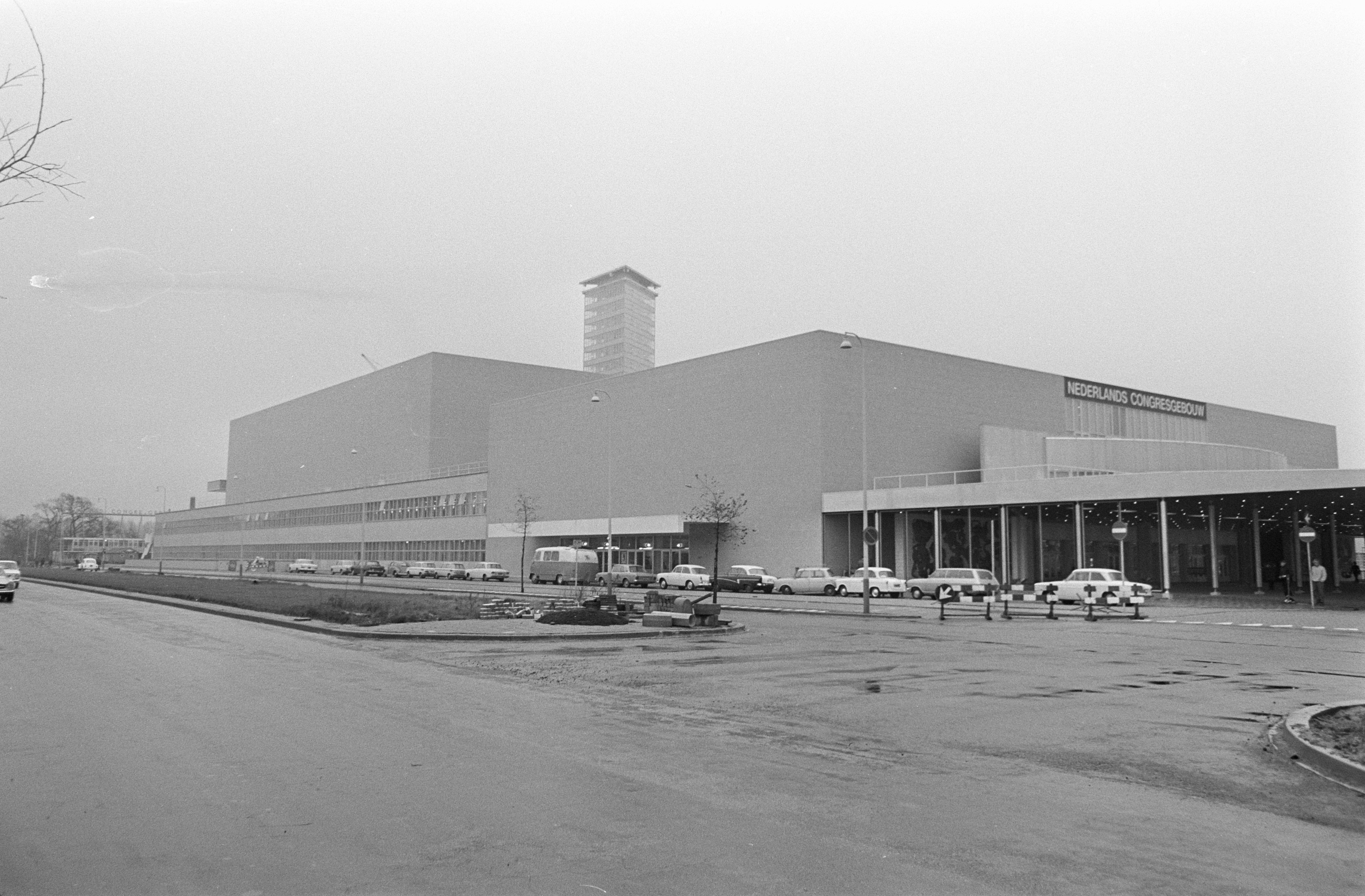
Congresgebouw in Den Haag, waar de eerste edities plaatsvonden.

De eerste editie van de Dag van de Literatuur werd een half jaar eerder aangekondigd middels een persconferentie in Amsterdam. Het grote nieuws was ook, dat zich zesduizend scholieren hadden opgegeven voor het festival. Het bezoekersaantal scholieren is met de jaren op dat pijl gebleven. In de tweede editie waren er duizend meer, maar dit stabiliseerde later op een kleine vijfduizend bezoekers per editie. De Boekenweek gaf elke editie het thema. De theatrale uitstraling eind jaren 1980 van het Boekenbal, de opening van de boekenweek, werd overgenomen en leidde tot eigen theatrale openingen. De vormgeving van het festival in Den Haag werd in 1989 en 1993 verzorgd door Chris Koolmees.
Bij de eerste editie werd de dag gepresenteerd als "het grootste literaire evenement dat ooit in Nederland werd gehouden." Voor de grootschalige opzet van het eerste festival had de organisatie twee ton subsidie gekregen, en de betrokkenheid en medewerking van politiek Den Haag. In het nieuwe millennium is "Bulkboeks dag van de Literatuur" een van de instellingen en manifestaties, die in het kader van de Cultuurnota in de sector Letteren een jaarlijks subsidiebedrag krijgt toegekend.
Na de eerste editie waren bandopnames van discussies tussen schrijvers  later uitgezonden op Radio 5. De Stichting Bulkboek gaf nadien een krant uit over de festivaldag, en dergelijke representatie zijn de eerste edities gebleven. In 1992 werd er een speciale editie gehouden voor leraren Nederlands in samenwerking met de stichting Schrijvers School Samenleving uit Amsterdam, waar zo'n zeshonderd docenten deelnamen. Hieruit is de Dag van het Literatuuronderwijs ontstaan.
De eerste jaren hield het festival de naam Bulkboek's Dag van de Literatuur. In 2007 is de Stichting Bulkboek  opgegaan in de stichting Passionate Bulkboek en is het festival verplaatst van het Haags congresgebouw naar De Doelen in Rotterdam.

## Eerste edities van het festival in Den Haag

### Eerste edities in 1989
De eerste editie van de Dag van de Literatuur vond plaats op 1 maart 1989 in het Congresgebouw Den Haag in de Boekenweek. Het thema van de Boekenweek dat jaar was "Film en literatuur." Er was van tevoren aangekondigd, dat er tijdens het festival in Den Haag zo'n 25 schrijvers zouden optreden, waaronder Adriaan van Dis, Harry Mulisch en Marga Minco. Het programma speelde zich af op alle zes podia van het Congresgebouw.
In de Haagse Congresgebouw in een eerste zaal lazen schrijvers voor uit eigen werk, in een tweede zaal vonden forumdiscussies plaats, en in een derde zaal werden toneelstukken opgevoerd. In een vierde en vijfde zaal, de Carel Willinkzaal en in de Rembrandtzaal, presenteerde Jack Spijkerman een open podium. Te gast waren hier bekende artiesten, waaronder Monique van de Ven, Barry Hay, Herman Brood en Joop Doderer, en politici als Wim Kok en Ruud Lubbers, in die tijd premier in het Kabinet-Lubbers II. Er was ook een veiling van boeken door Boudewijn Büch.
Andere aanwezigen waren J. Bernlef, Remco Campert, Jules Deelder, Midas Dekkers, Renate Dorrestein, Maarten 't Hart, Heere Heeresma, A.F.Th. van der Heijden, Marijke Höweler, Mensje van Keulen, Yvonne Keuls, Tim Krabbé, Tom Lanoye, Tessa de Loo, Doeschka Meijsing, Jan Montyn, Ward Ruyslinck, Jos Vandeloo, Leon de Winter, Jan Wolkers en Koos van Zomeren.
Uit de schrijverstrein aanwezig

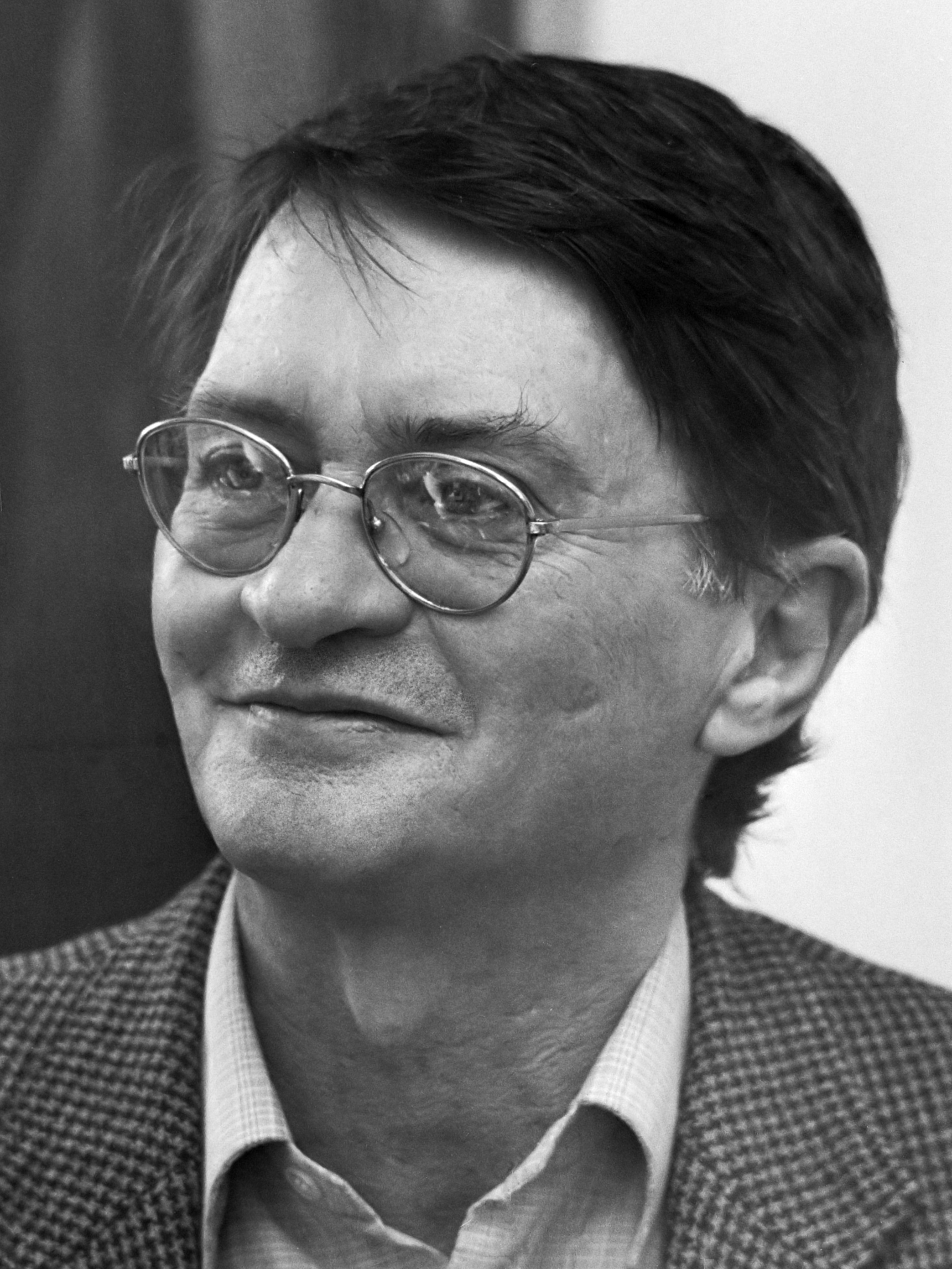
Remco Campert
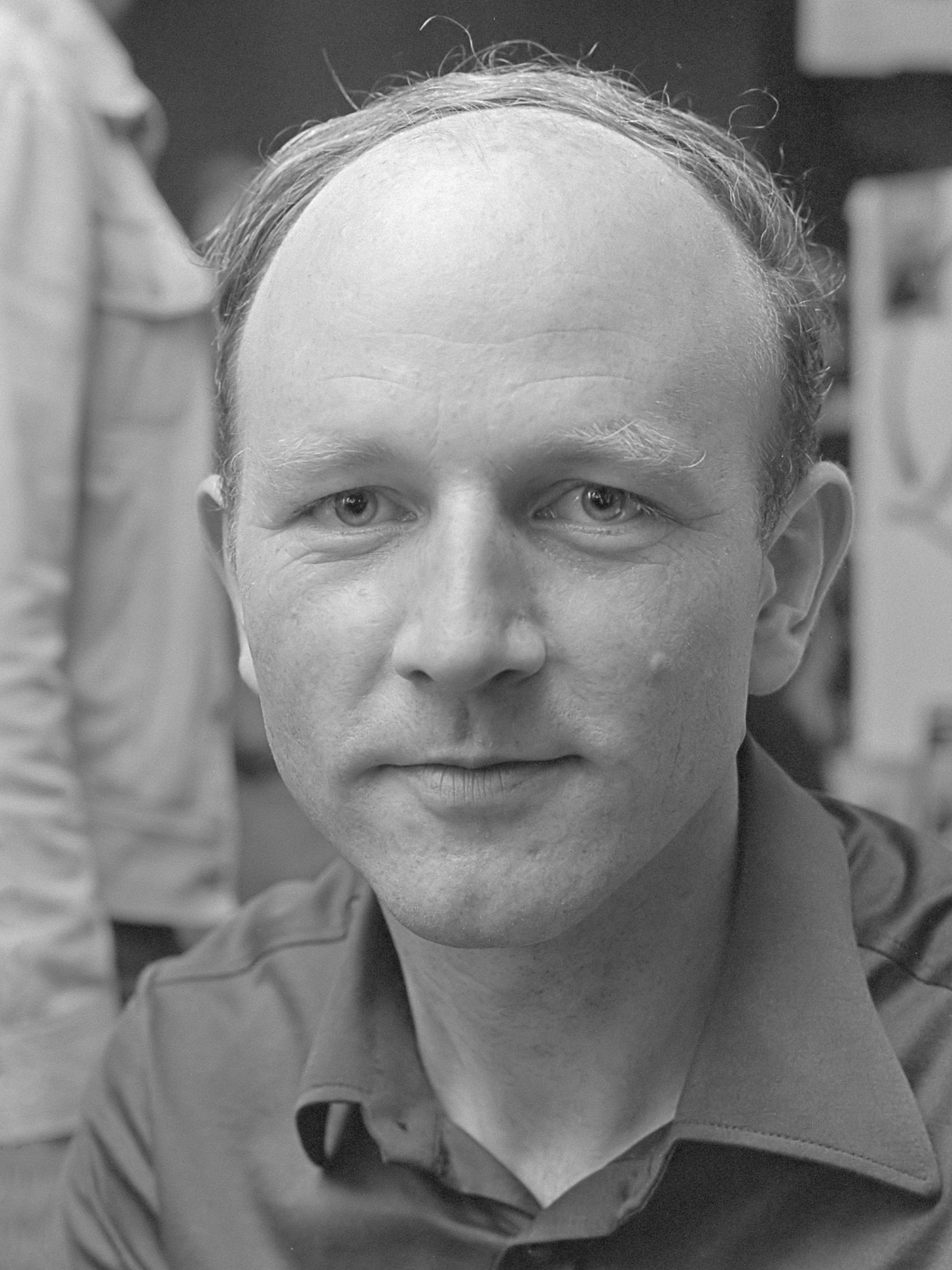
Maarten 't Hart
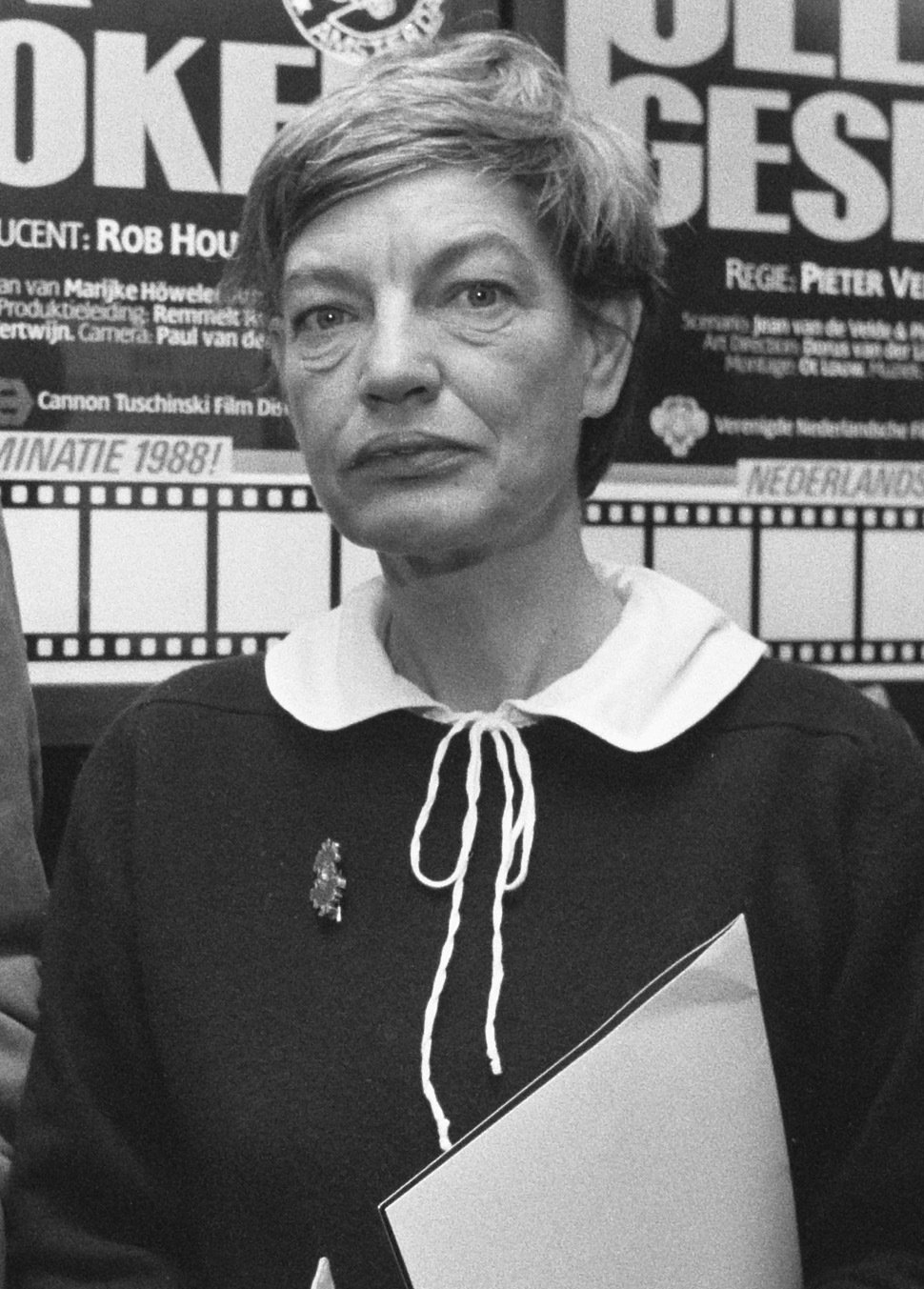
Marijke Höweler
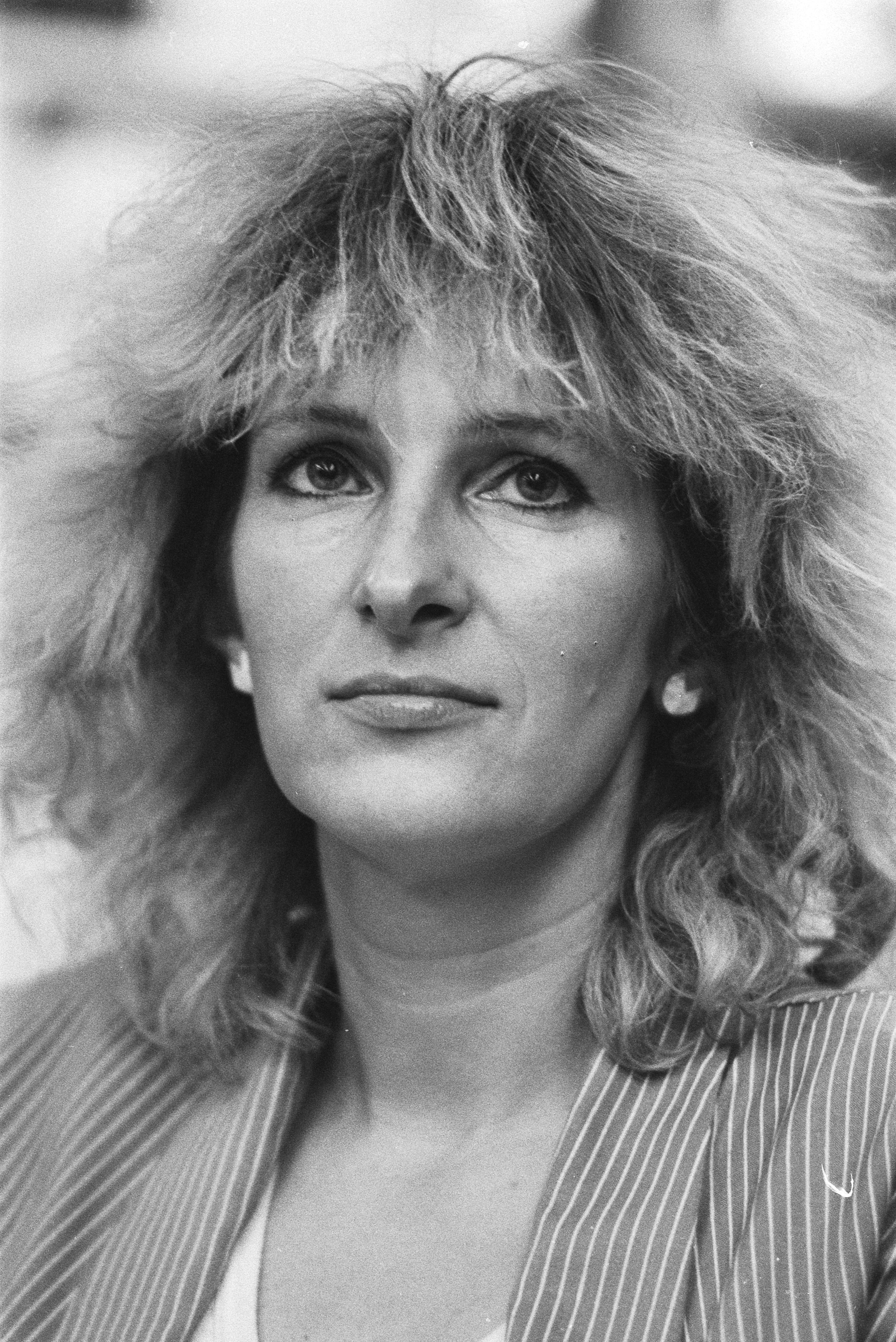
Tessa de Loo
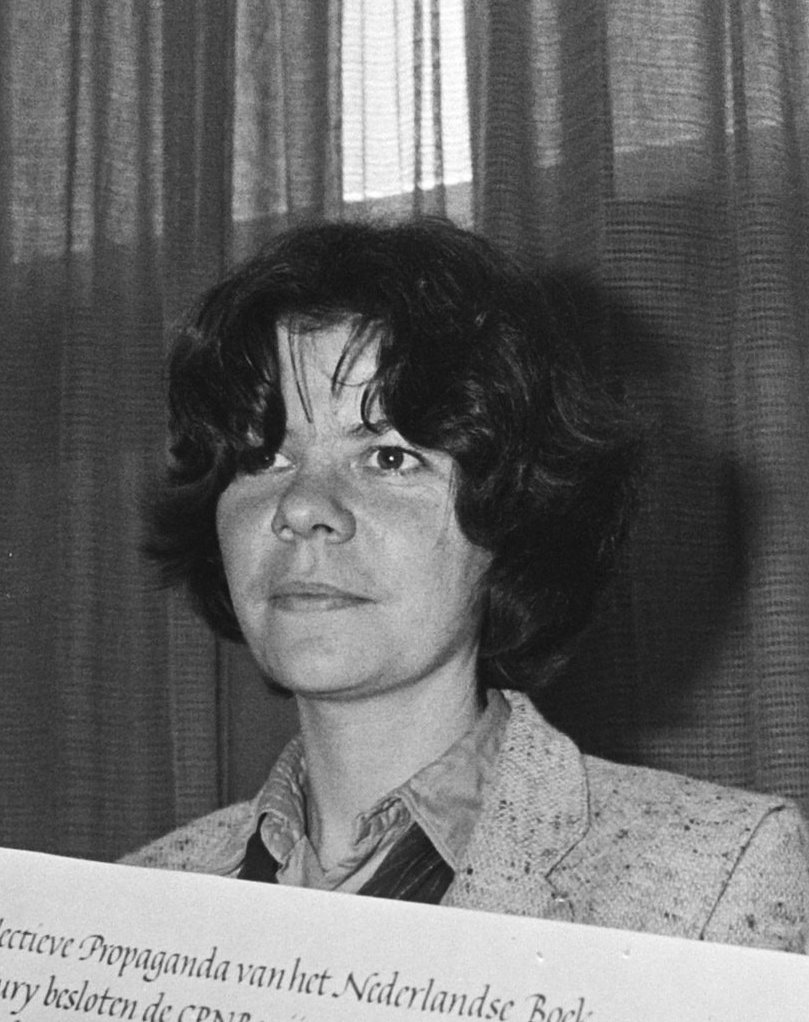
Doeschka Meijsing

Op de dag vond ook een filmvertoning plaats van de film Als twee druppels water, een zwart/wit verfilming uit 1963 van De donkere kamer van Damokles van Willem Frederik Hermans. In 1969 had Freddy Heineken als eigenaar van de film verdere vertoning verboden, maar voor dit festival werd een uitzondering gemaakt.
De uiteindelijk opening had plaatsgevonden door Minister Elco Brinkman en Drs. P., die als twee sprookjesfiguren uit een reusachtig boek waren gestapt. Op het festival werd Het Rijnlands Lyceum Oegstgeest onderscheiden met de Bulkboektrofee voor hun videoclip van Het gouden ei van Tim Krabbé, die zelf de prijs uitreikte. De eerste editie was een succes. Een novum was dat scholieren Nederlandse schrijvers ontmoetten.

### Tweede editie in 1991
In 1990 hadden de leerlingen van het Praedinius Gymnasium uit Groningen zich aangemeld voor de nieuwe editie, naast vele andere scholen in het land. Een van de eerste schrijvers die was gestrikt voor de tweede editie was de Vlaamse schrijver Lieve Joris, die dat jaar samen met Cees Noteboom in de Boekenweek centraal stond. Dat jaar was er in het Haagse Congresgebouw in zeven zalen een ruim zes uur durend non-stop literair programma.
De opening bestond uit een eenakter van de Hedy d'Ancona, toenmalig minister van cultuur, en Peter Faber, dat jaar kandidaat voor de Louis dOr. Er waren dat jaar 7.000 jongeren, een literaire programma onder leiding van Jack Spijkerman, een talkshow door Koos Postema, en films en toneelvoorstellingen met Gekke Witte van Anton Koolhaas en Het verdriet van België van Hugo Claus. Het filmprogramma dat jaar bestond uit films gebaseerd op Nederlandstalige literatuur. Zo werden Spoorloos, Hersenschimmen, Twee vorstinnen en een vorst en Zoeken naar Eileen vertoond.
Presentatoren tijdens de 2e festival editie

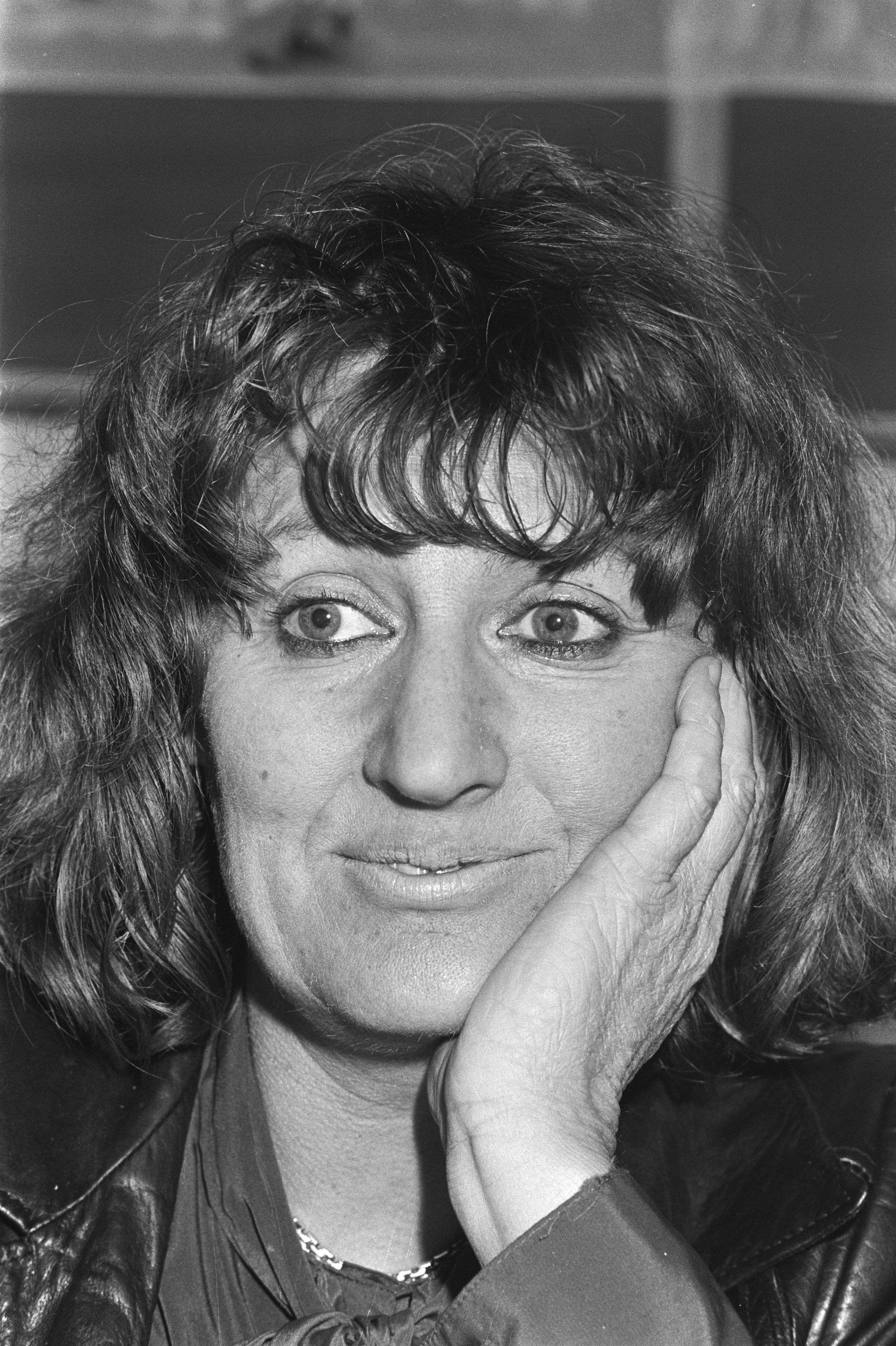
Hedy d'Ancona
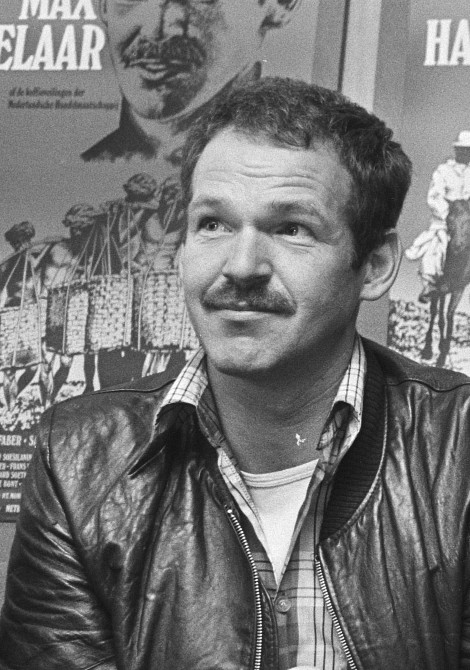
Peter Faber
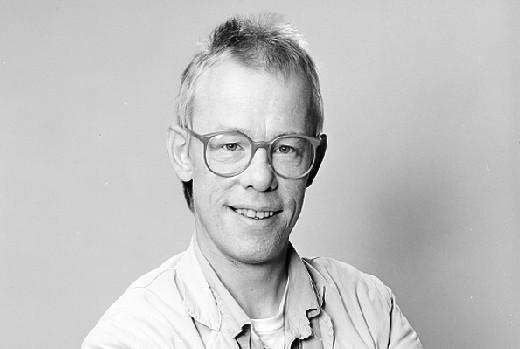
Jack Spijkerman
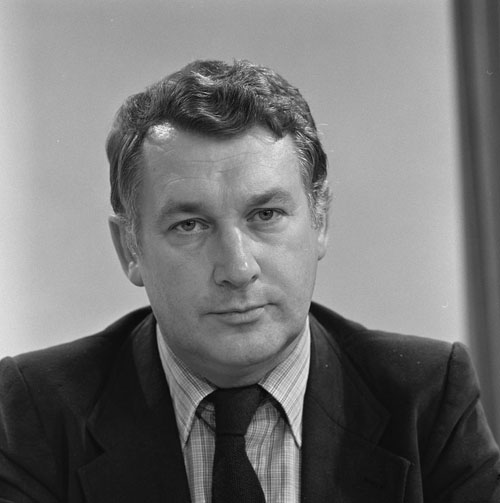
Koos Postema
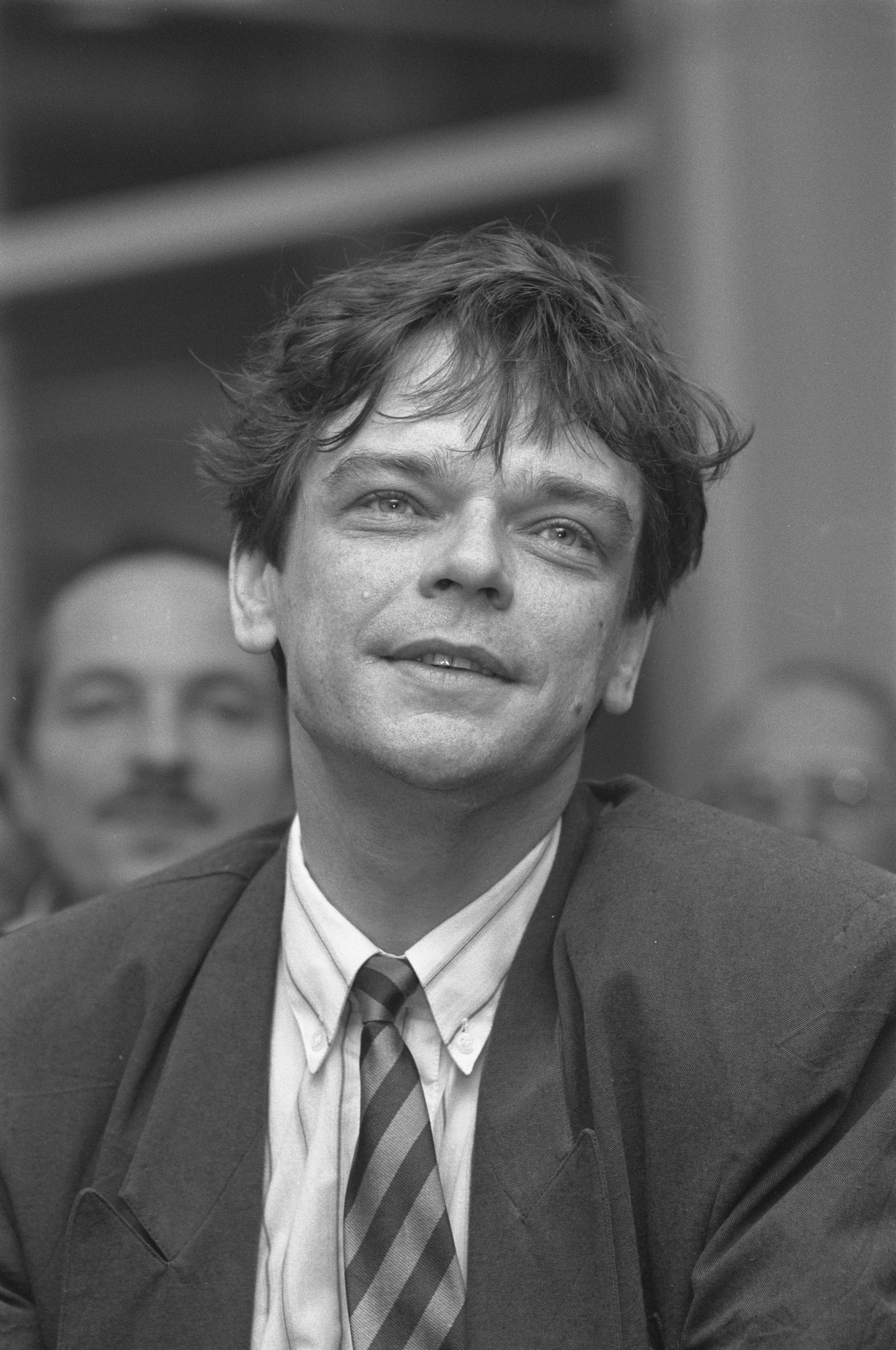
Boudewijn Büch

In de gangen tussendoor werden entre-acts opgevoerd van Vincent Bijlo, het  cabarettrio De types, André Manuel, Jeroen van Merwijk en Verreck en Pleijsier. De deelnemende middelbare scholen waren dat jaar gestrikt voor een songtekstwedstrijd voor Frank Boeijen, die de winnende song ten gehore bracht. Boudewijn Büch prolongeerde zijn boekenveiling. De bekende schrijvers deelden handtekeningen uit. en lieten zich interviewen.
Aanwezig waren wederom Remco Campert, Maarten 't Hart, A.F.Th, van der Heijden, Harry Mulisch, Cees Nooteboom en Jan Wolkers. Nieuw dat jaar waren Marion Bloem, Karel Eykman, Hella Haasse, Judith Herzberg, K. Schippers, F. Springer en Joost Zwagerman. Er waren opnieuw veel scholieren aanwezig.
Het festival werd door Blanken in de NRC Handelsblad beschreven als "een methode om jongeren van een jaar of zeventien versneld kennis te laten maken met boeken. Zoiets als een schoolreisje naar Madame Tussaud, maar dan met een levende Harry Mulisch en een rondlopende, vriendelijk lachende Remco Campert..."
Bij de opstart van de Kunstbende door het ministerie van WVC later in 1991 werd het idee van het festival overgenomen om cultuurpromotie onder jongeren te vergroten door directe uitnodiging aan scholen. De Bulkboek-organisatie zelf viert dat jaar zijn twintigjarige bestaan.

### Derde editie in 1993

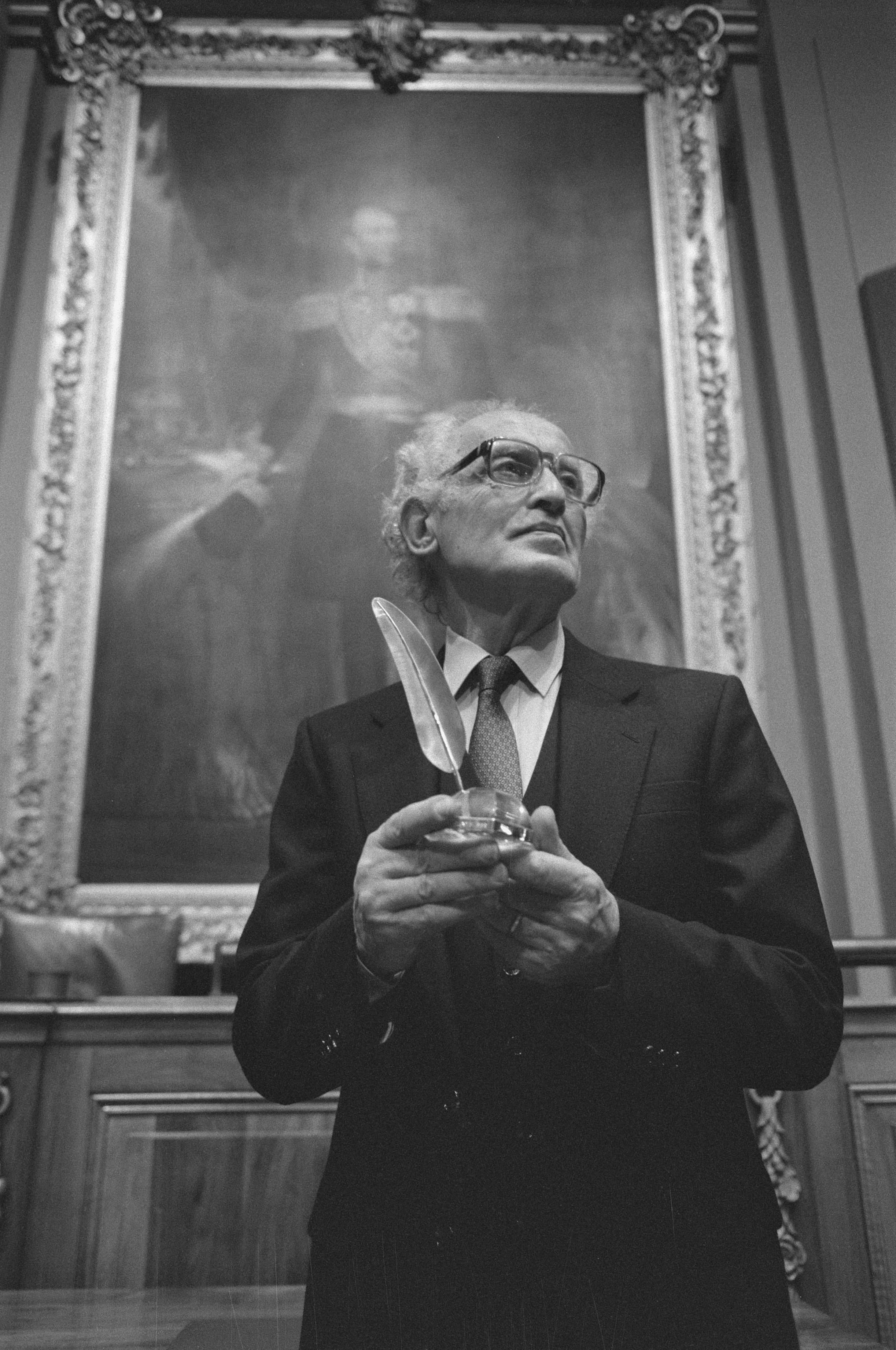
De dag werd geopend door Loe de Jong, vijf jaar daarvoor onderscheiden met de Gouden Ganzenveer.

De derde editie in februari 1993 werd weer maanden van tevoren aangekondigd, en toen was daarvoor weer grote belangstelling. Onder de Nederlandse en Vlaamse auteurs, die hadden toegezegd, waren wederom Boudewijn Büch, Renate Dorrestein, Hella Haasse en Adriaan van Dis. In die tijd hechtte Hella Haasse bijzonder belang aan leesbevordering van de eigen literatuur onder jongeren. Door de internationalisering in een Verenigd Europa vreesde ze uitholling van het Nederlands. "Nederlands is bedreigde taal in verenigd Europa," waarschuwde ze.
Op de derde Dag van de Literatuur waren dertig schrijvers aanwezig in het Haagse Congresgebouw met 6500 betalende bezoekers. Schrijvers lazen voor en vertelden over hun werk. Zo vertelde Wim T. Schippers en Cox Habbema over hun 'literaire hartstochten.' Marijke Höweler bracht persiflages op schrijvers en recensies van hun werk.  Over De Toverberg van Thomas Mann uit 1924 zei Höweler: 
Groot is de opluchting als je op pagina vier merkt dat hij lijdt aan tering. Op pagina driehonderd zou je desnoods de begrafenis willen betalen en op pagina vierhonderd ben je rijp om hem eigenhandig de strot dicht te knijpen...
In de voorleessessies las Jules Deelder het verhaal "Het Gitaarwonder" voor uit zijn bundel Jazz, in 1992 verschenen bij De Bezige Bij. Tom Lanoye las voor uit zijn roman Kartonnen dozen, die in 1991 was verschenen. En A.F.Th. van der Heijden las voor uit de roman De sandwich uit 1986.
Speciale gast dat jaar was Loe de Jong, die na afronding van zijn Het Koninkrijk der Nederlanden in de Tweede Wereldoorlog in 1991 werkte aan zijn memoires. Net de dag ervoor was het het eerste deel verschenen. Hij opende dat jaar het festival.
In een talkshow werden schrijvers weer door scholieren ondervraagd. Er waren weer een aantal film- en theatervoorstellingen, en cabaret. Speciaal dat jaar mocht iedereen meewerken aan een speciaal festival-magazine. Naast de genoemde schrijvers waren ook Joost Zwagerman, Ben van der Burg en Bas Westerweel (als presentator) van de partij.

### Vierde editie in 1995
De vierde editie van Bulkboek's Dag van de literatuur vond plaats in de 60e Boekenweek. In het Haags Congresgebouw kwamen naast de vaste gasten Remco Campert, Jules Deelder, Adriaan van Dis, Renate Dorrestein, Hella S. Haasse, Maarten 't Hart, Marga Minco, Harry Mulisch en Joost Zwagerman, gevestigde schrijvers als Hugo Claus en Leon de Winter, en cabaretier Youp van 't Hek. Ronald Giphart,
Debutanten tijdens de vierde editie

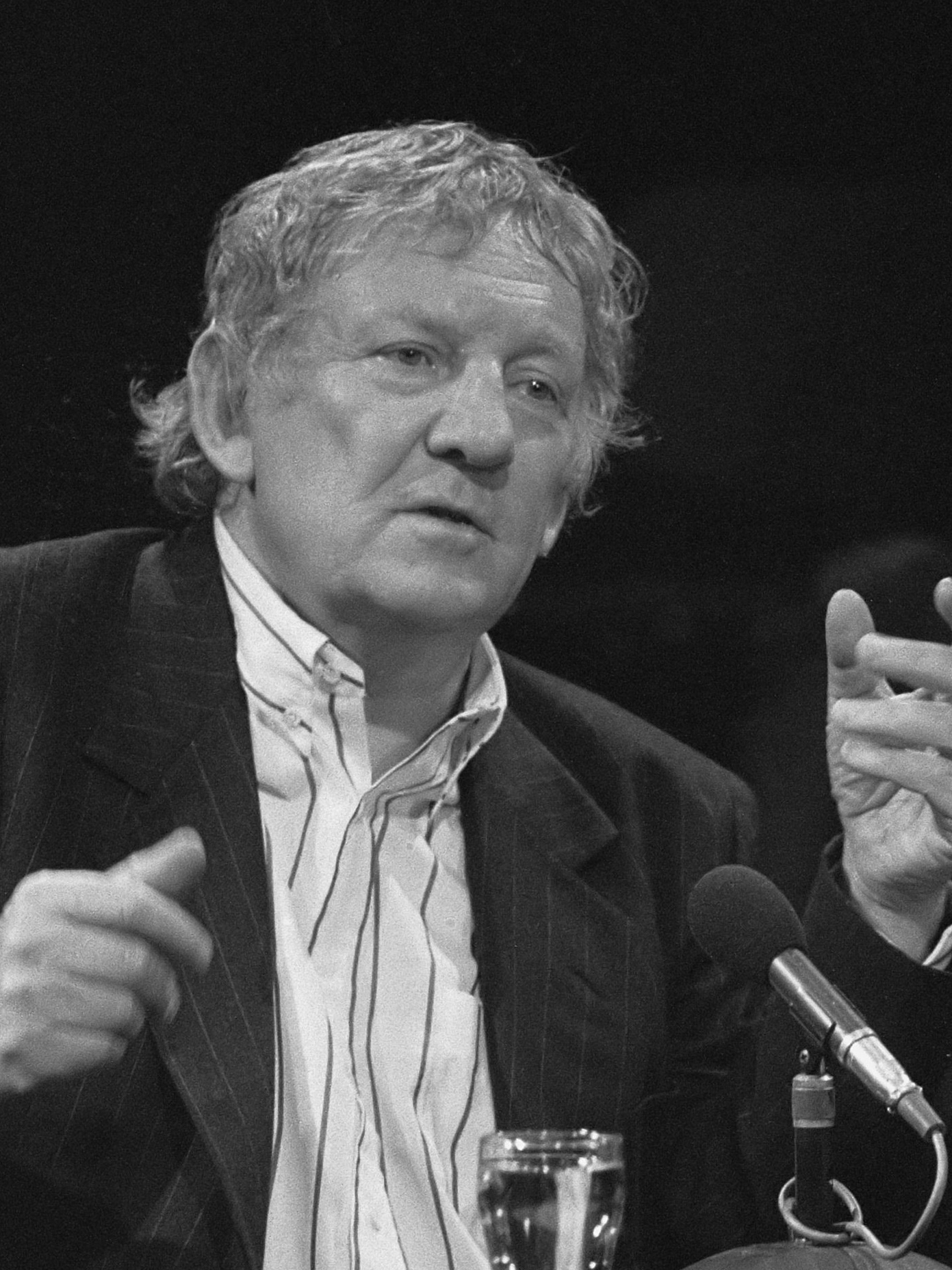
Hugo Claus
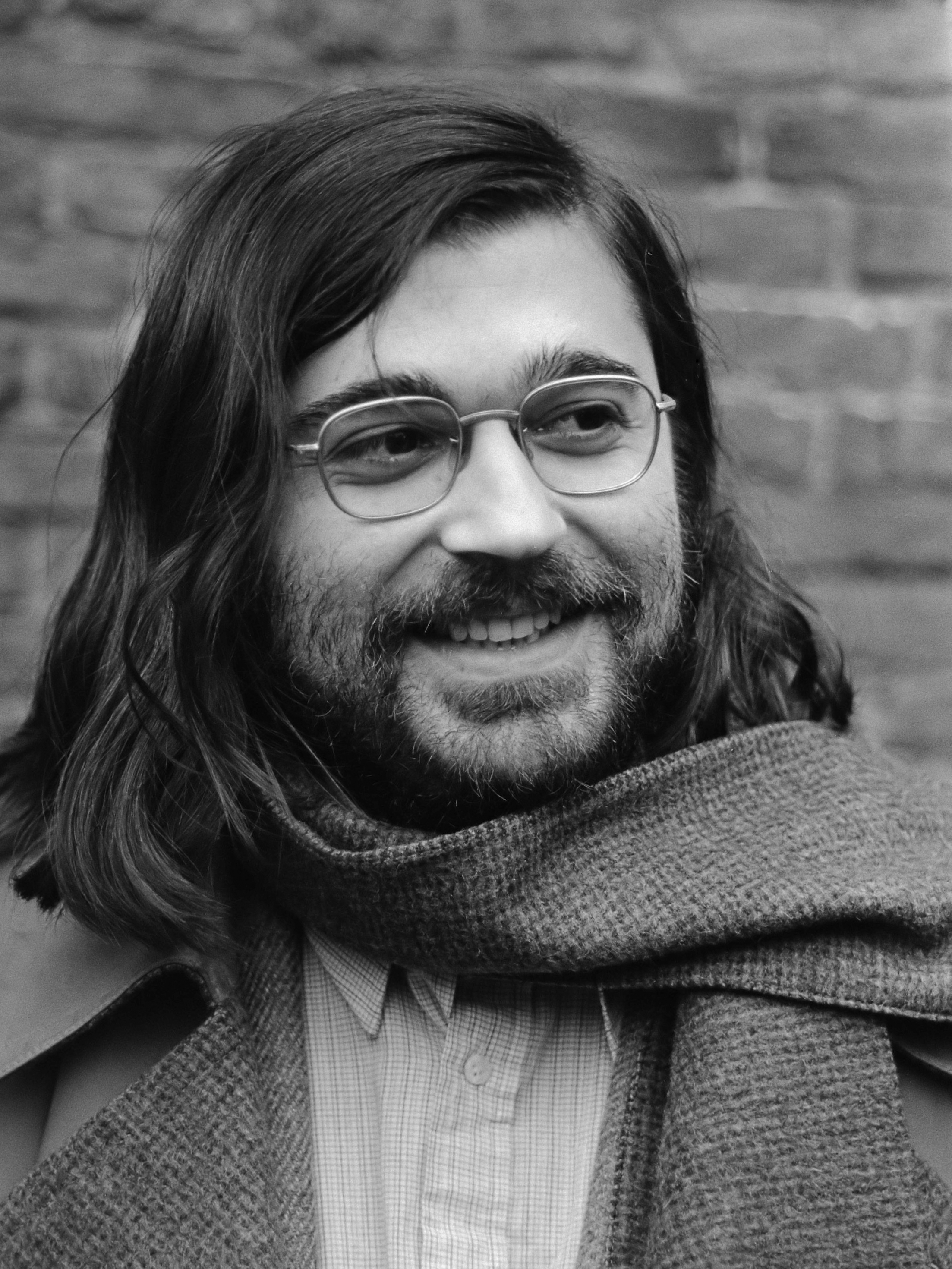
Leon de Winter
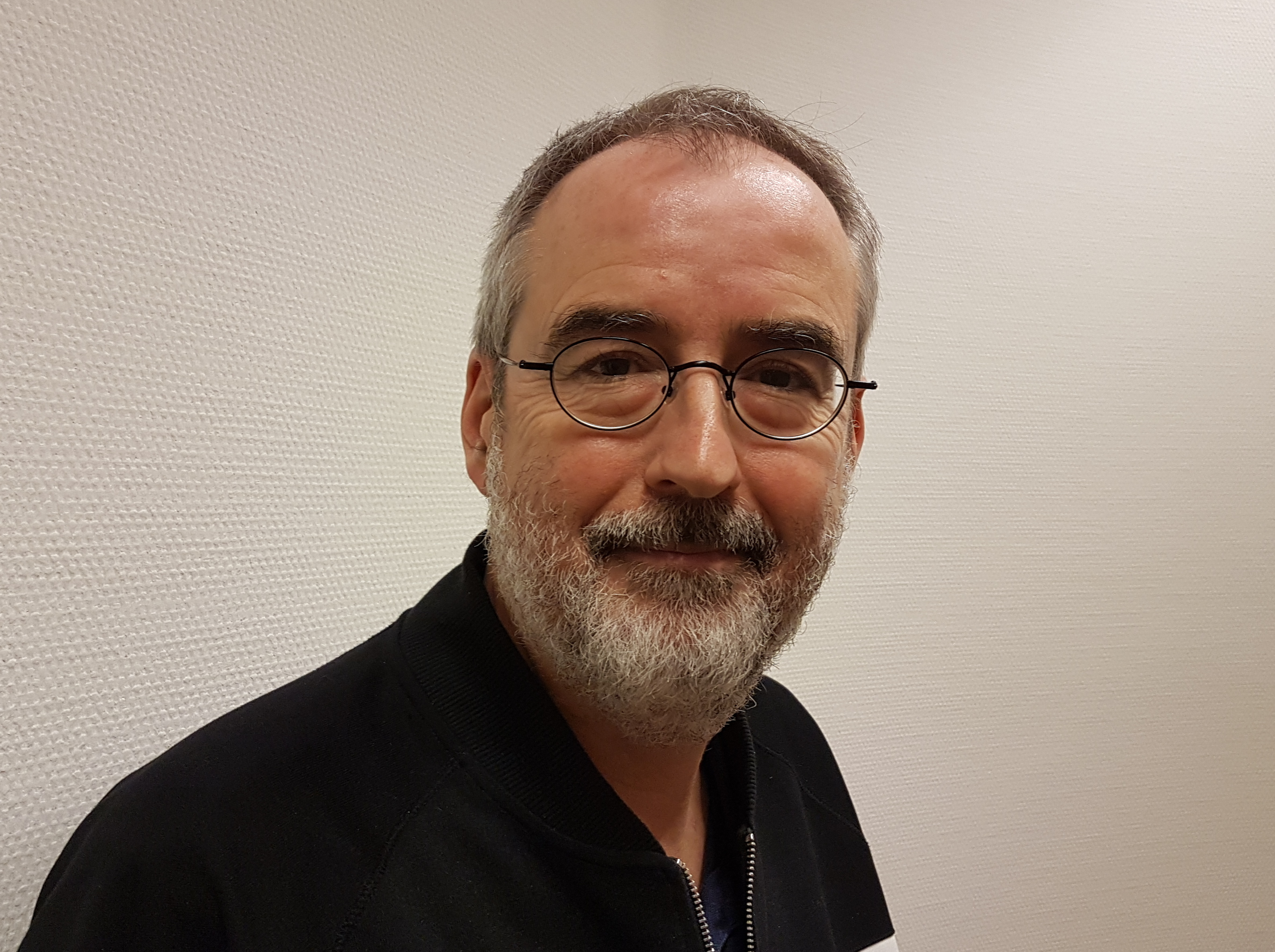
Ronald Giphart
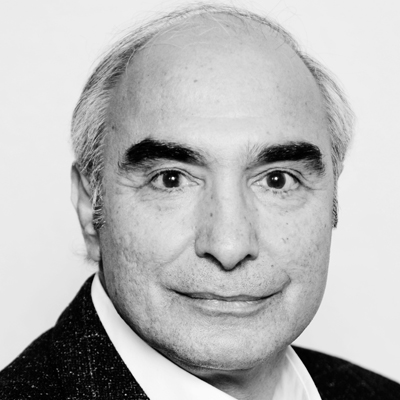
Halil Gür
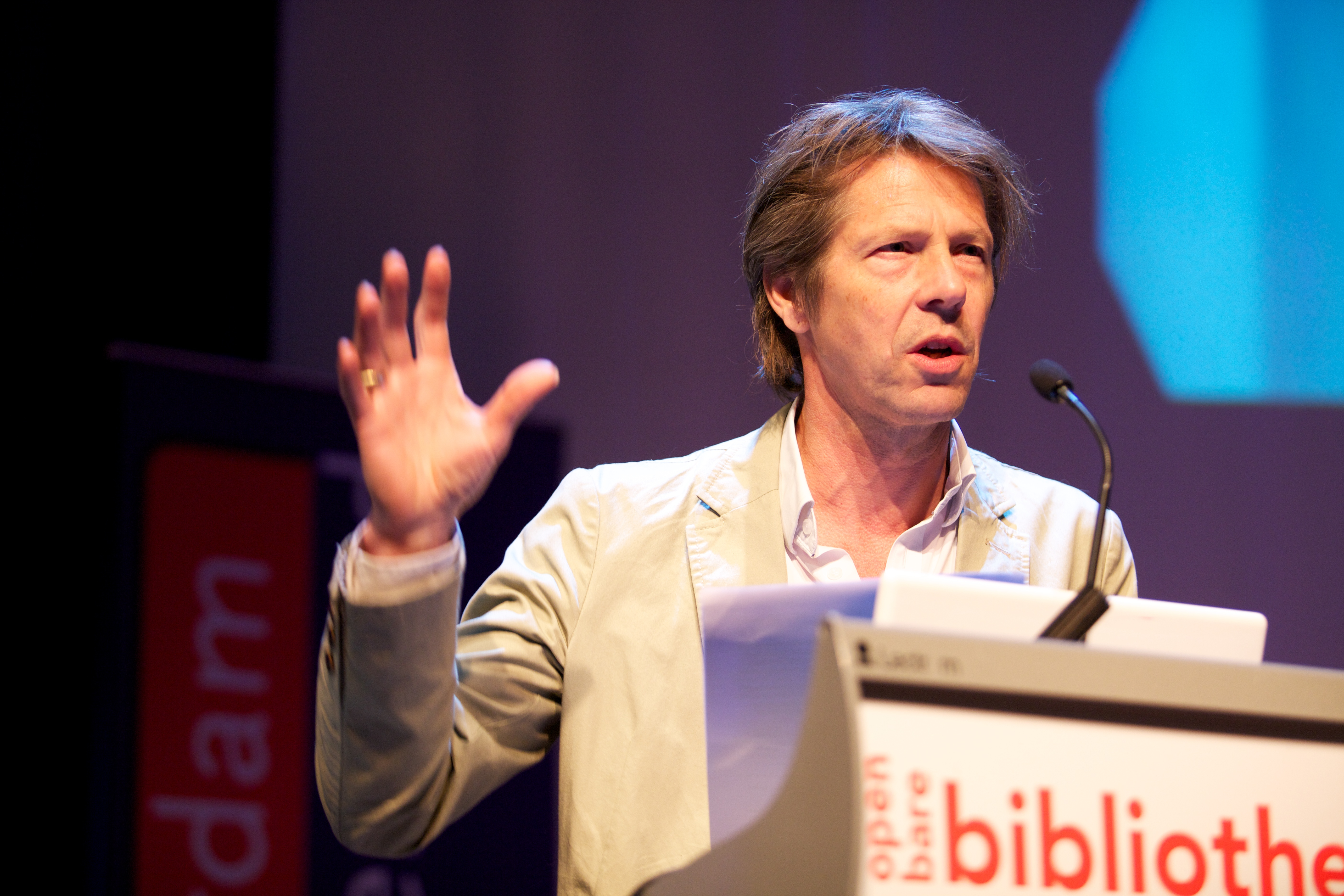
Dirk van Weelden

Er was extra aandacht voor spraakmakende, nog onbekende of jonge auteurs, waaronder Carl Friedman, Ronald Giphart, Halil Gür, Hermine Landvreugd, Mustafa Stitou en Dirk van Weelden.

### Vijfde editie in 1997
De vijfde editie van de Dag van de Literatuur vond plaats in de Boekenwerk, die dat jaar het thema 'Goden en helden' had. het werd gehouden op 12 maart 1997 in het Haags Congresgebouw in zeven zalen, en werd bezocht door 6500 jongeren. Gedurende de Boekenweek dat jaar vonden er verder activiteiten plaats in onder andere Amsterdam, Assen, Den Bosch, Den Haag, Deventer, Didam, Hoorn, en Oosterwolde.
Er was weer een keur aan gevestigde dichters en schrijvers met Bart Chabot, Hugo Claus, Jules Deelder, Hella S. Haasse, Tom Lanoye, Maarten 't Hart, Yvonne Keuls, Gerrit Komrij, Tim Krabbé, Jean Pierre Rawie, Joost Zwagerman en, in die tijd nog minder bekende namen als El Bezaz, Hafid Bouazza, Désanne van Brederode, Ronald Giphart, Jaap Scholten, Mustafa Stitou en Manon Uphoff.
Als openingsact was er een optreden geweest van de Carmenian Gospel Singers. Er waren interviews met Gerard Reve en Henk Spaan en talkshows met Jules Deelder, Tom Lanoye en Naima El Bezaz. In plaats van de zieke Freek de Jonge trad Jomanda op, en ook televisiepresentator Martijn Krabbé en Huub van der Lubbe, zanger van De Dijk, waren te gast.
Dit jaar waren er ook cabaretvoorstellingen van De Vliegende Panters en de Zeeuwse Mumtaz Jafri, die in 1995 het Cameretten cabaretfestival had gewonnen. Van de Amerikaanse film In Love and War uit 1996 geregisseerd door Richard Attenborough vond een voorpremière plaats.

### Zesde editie in 1999
Voor de zesde editie van Bulkboek's Dag van de Literatuur in 1999 hadden zich weer 6500 scholieren aangemeld. Er kwamen gesprekken met schrijvers als Kader Abdolah,  Bart Chabot, Hugo Claus, Ronald Giphart, Yvonne Keuls en Tom Lanoye. Er was een interview van Herman Pleij over zijn roman 'Zandgrond' door Daan Cartens, en er waren optredens van Vincent Bijlo,  Youp van 't Hek en Huub van der Lubbe.
Dat jaar was er een openingsact van DJ TLM (Uncas Huges) met rapper Brainpower, die in 1988 de Grote Prijs van Nederland had gewonnen, en Rick van der Ploeg, toenmalig staatssecretaris voor cultuur en media in het Kabinet-Kok II. Een primeur dat jaar was ook de Nationale Literatuurquiz, die samen met de Volkskrant was ontwikkeld. Merkwaardig dat jaar was een dialoog tussen Jules Deelder en criticus Hans Goedkoop.
Bij de literaire interviews was onder andere Daphne Deckers te gast, die werd ondervraagd over haar "literaire hartstochten." Er was een cabaretoptreden van Najib Amhali, en in een andere zaal een nieuw taalprogramma over Nederlands als tweede taal, stadtaal, streektalen en jongerentaal.

## Latere edities van het festival in Rotterdam

### Zevende editie in 2001
In 2001 vond de zevende editie van BulkBoek Dag van de Literatuur plaats in Rotterdam in De Doelen, en waren zowel Nederlandse als Vlaamse scholieren uitgenodigd.
Er waren dat jaar muziek, film en dertig schrijvers en dichters, waaronder Kader Abdolah, Marion Bloem, Remco Campert, Jules Deelder, Ronald Giphart, Raoul Heertje, Tom Lanoye, Manon Uphoff en Joost Zwagerman. Het artikel in het NRC Handelsblad meldde, dat er "65.000 Nederlandse en Vlaamse scholieren" bezoekers waren, maar zat daarmee een factor 10 mis.
De dag werd dat jaar geopende door de breakdance- groep 010 B Boys, en de toenmalige burgemeester van Rotterdam Ivo Opstelten. Op initiatief van het Comité Nationaal Monument Slavernijverleden was de schrijfwedstrijd "Vrijheid op papier" gehouden, en Adriaan van Dis verzorgde de prijsuitreiking hiervan.

### Achtste editie in 2003
In de editie van 2003 stonden op het programma de vaste gasten Remco Campert, Adriaan van Van Dis, Renate Dorrestein, Tom Lanoye en Joost Zwagerman. Nieuwe namen waren Kader Abdolah, René Appel, Kees van Beijnum, Naima El Bezaz, Oscar van den Boogaard, Tomas Lieske, Marcel Möring, Karel Glastra van Loon, Rascha Peper en Nilgün Yerli.

### Negende editie in 2005
Gasten op het festival waren onder andere Simon Vinkenoog en Spinvis in 2005. De ontmoeting tussen beiden leidde tot het Spinvis-album Ja!, uitgebracht in 2006.

### Tiende editie in 2007
De tiende editie in Rotterdam waren er weer terugkerende gasten, zoals Bart Chabot, Adriaan van Dis, Ronald Giphart, Youp van 't Hek, , Marcel Möring, Connie Palmen, Spinvis, Simon Vinkenoog en Joost Zwagerman.
Er was dat jaar echter een bijzonder breed aanbod van verder deelnemende schrijvers, acteurs en musici van Kader Abdolah, René Appel, Karin van As, Kees van Beijnum, Abdelkader Benali, Hadassah de Boer, Khalid Boudou, Tijn Docter, Bracha van Doesburgh, Yahya Gaier, Al Galidi, Jan Joost van Gangelen, Sieger M. Geertsma, filmregisseur Marco van Geffen, Sophie van der Graaf (presentatie), Gummbah, Erik Jan Harmens, Sophie Hilbrand, Tjitske Jansen, Arthur Japin, Kluun, culturele duizendpoot Oscar Kocken, Geert Mak, Henca Maduro (presentatie), René Mioch, Murth Mossel, Paula van der Oest, Jet Sol, Vrouwkje Tuinman, Manon Uphoff, Noah Valentyn, Leon Verdonschot, Stijn Vranken, Sanne Wallis de Vries, Robert Jan Westdijk, Tommy Wieringa, Menno Wigman tot de WoordDansers, dat jaar benoemd tot eerste stadsdichters van Rotterdam.

### Verdere edities van het festival
Op het festival van 2011 in de Rotterdamse De Doelen was ook werk te zien van de illustratoren Erwin Kho, Milan Hulsing, Erik de Graaf en Albo Helm.
In 2015 wordt de dertiende editie van de Dag van de Literatuur geopend door Laurentien Brinkhorst. Er zijn dat jaar 4.500 bezoekers uit het land. Er treden zo'n vijfentwintig schrijvers op, en verschillende andere artiesten.
In de 15e editie van 2019 waren er optredens van gevestigde namen, zoals Adriaan van Dis, Ronald Giphart, Arthur Japin, Joke van Leeuwen, Nelleke Noordervliet, Connie Palmen en Tommy Wieringa. De nieuwe generatie was vertegenwoordigd door Özcan Akyol, Thomas Heerma van Voss, Philip Huff, Lize Spit en Maartje Wortel.